# EC Comercial (Campo Grande)
EC Comercial is een Braziliaanse voetbalclub uit Campo Grande in de staat Mato Grosso do Sul.

## Geschiedenis
De club werd opgericht in 1943. Voor de splitsing van de staat Mato Grosso in 1979 in Mato Grosso en Mato Grosso do Sul was Comercial, samen met stadsrivaal Operário, een van de weinige clubs uit de nieuwe staat die daarvoor al in de hoogste klasse van het Campeonato Mato-Grossense speelde. In 1975 werd de club zelfs staatskampioen. Vanaf 1979 speelde de club dan in de nieuwe staatscompetitie en pakte daar in 1982 de eerste titel daar. In de periode dat elke staat nog clubs mocht afvaardigen naar de Série A werd Comercial zes keer geselecteerd tussen 1973 en 1986, maar kon nooit enig succes boeken. In 1981 had de club wel een goed resultaat in de Série B, waar ze tweede werden in de groepsfase achter Palmeiras. De beste clubs stootten dat jaar nog door naar de Série A, maar daar was Comercial niet bij, toch bereikten ze uiteindelijk de halve finales, waar ze verloren van Guarani. Twee jaar bereikte de club nog de kwartfinales in de Série B, waar ze eruit gingen tegen Remo. In 1994 won de club voor het tweede jaar op rij de staatstitel en bereikte dat jaar ook de kwartfinales van de Copa do Brasil en verloor daar van Linhares. Na twee titels in 2000 en 2001 duurde het tot 2010 vooraleer de volgende titel binnen gehaald werd. Na de laatste deelname aan de Série C in 2003 speelde de club in 2015 pas opnieuw op nationaal niveau in de Série D, na het behalen van een nieuwe staatstitel. 

## Erelijst
Campeonato Sul-Mato-Grossense
1982, 1985, 1987, 1993, 1994, 2000, 2001, 2010, 2015
Campeonato Mato-Grossense
1975